# Bibi Torriani
Riccardo „Bibi” Torriani (ur. 1 października 1911 w Sankt Moritz, zm. 3 września 1988 w Chur) – szwajcarski hokeista na lodzie, dwukrotny medalista olimpijski, wielokrotny medalista mistrzostw świata i Europy. Uprawiał także saneczkarstwo.

## Życiorys
Bibi Torriani uważany jest za najlepszego szwajcarskiego hokeistę w historii. Przyszedł na świat w Sankt Moritz w 1911 roku jako najmłodsze dziecko w rodzinie. Początkowo grał w klubie EHC Sankt Moritz, jednak po śmierci ojca w 1929 roku przeniósł się do HC Davos. Wtedy to też zaczęto używać przydomka „Bibi”. W latach 1930–1950 zdobył z klubem HC Davos 18 tytułów mistrza Szwajcarii (ogółem grał w lidze od 1927 do 1951 roku) a także sześciokrotnie wygrał Puchar Spenglera (1933, 1936, 1938, 1941–1943). Dane statystyczne dotyczące jego występów w lidze są niepełne, lecz mógł strzelić w tym czasie około 800 bramek w około 500 meczach. W reprezentacji zagrał 111 razy i strzelił 105 bramek.
Trzykrotnie startował w igrzyskach olimpijskich. W wieku 16 lat uczestniczył w Zimowych Igrzyskach Olimpijskich 1928 (Sankt Moritz), na których zdobył brązowy medal (strzelił też jedną bramkę w zwycięskim meczu z Niemcami). W igrzyskach tych Torriani zajął drugie miejsce w jednej z pokazowych dyscyplin – skijöringu. Na igrzyskach w 1936 roku szwajcarscy hokeiści zajęli ostatnie miejsce ex aequo z dwiema drużynami (Torriani nie strzelił żadnego gola). Po wojnie brał udział w zimowych igrzyskach rozgrywanych ponownie w Sankt Moritz, gdzie drugi raz zdobył brąz (strzelił na tym turnieju dwa gole w spotkaniu z Polską, ponadto zaliczył dwie asysty w meczu z Brytyjczykami i po jednej w meczach z Austriakami i Polakami). Na tych igrzyskach składał przysięgę olimpijską i zapalił znicz olimpijski; był też chorążym Szwajcarii podczas ceremonii otwarcia igrzysk.
11 razy uczestniczył w mistrzostwach świata i Europy. Na światowych czempionatach zdobył srebrny medal (1935) oraz pięć brązowych medali (1928, 1930, 1937, 1939, 1948), a w mistrzostwach Europy zdobył dziewięć medali (złote – 1935, 1939; srebrne – 1928, 1930, 1934, 1937, 1948; brązowe – 1932, 1933). W 1957 roku zdobył srebro mistrzostw świata w saneczkarstwie w Davos. Po zakończeniu kariery był trenerem reprezentacji Szwajcarii i Włoch oraz klubów hokejowych w Niemczech i Szwajcarii (HC Davos czy EHC Visp, z którym zdobył mistrzostwo Szwajcarii w 1962 roku). Zmarł w 1988 roku.
W 1997 jako pierwszy szwajcarski hokeista na lodzie wprowadzony do Galerii Sławy IIHF. Wpisany także do księgi rekordów Guinnessa (najdłuższa kariera hokeisty na lodzie na igrzyskach olimpijskich). W 2014 organizacja IIHF ustanowiła nagrodę Richarda „Bibi” Torrianiego, celem wyróżniania wybitnych zawodników, którzy nie występują w czołowych reprezentacjach światowego hokeja.
Jego syn Marco również był hokeistą; z hokejem związany był też wnuk Bibiego, Andrew.